# James Littleton
James Littleton (29 ottobre 1668 – 3 febbraio 1723) è stato un militare e politico inglese.

## Biografia
Littleton fu promosso capitano il 27 febbraio 1693 e posto al comando della HMS Swift Prize. Nel gennaio 1696 passò al comando della HMS Portland, nel 1698 della HMS Anglesea e nel 1702 della HMS Medway. Nel 1705 ricevette il comando della HMS Cambridge, di terza classe, e partecipò all'azione in soccorso di Barcellona e al comando di una Brigata navale alla presa di Alicante prima di prendere il comando della HMS Royal Sovereign nel 1708.
Promosso commodoro, Littleton divenne Commanders-in-Chief della Jamaica Station ponendo la bandiera sulla HMS Defiance, nel 1710. e guidò la cattura del San Joaquin nell'agosto 1711 durante la guerra di successione spagnola.
Divenne comandante in capo a Chatham nel 1714 e, dopo essere stato promosso contrammiraglio il 1º febbraio 1717, secondo in comando nel Baltic Fleet nello stesso anno. Fu promosso Viceammiraglio il 14 marzo 1718.

### La politica
Littleton prestò servizio come membro del Parlamento per il collegio di Weymouth e Melcombe Regis dal 1710 al marzo 1711, quando fu destituito da una petizione, e dall'aprile al maggio 1711 quando fu nuovamente destituito da una petizione.Fu eletto per quella circoscrizione, senza essere spodestato, nel 1713 e rimase in carica fino al 1715. In seguito fu membro del Parlamento per il Queenborough dal 1722 al 1723.